# Altopiano della Vigolana
Altopiano della Vigolana (trientinisch Altopiàn dela Vigolana) ist eine italienische Gemeinde mit 5110 Einwohnern (Stand 31. Dezember 2023) in der italienischen Provinz Trient (Region Trentino-Südtirol). Sie ist Teil der Talgemeinschaft Comunità Alta Valsugana e Bersntol.

## Geographie
Der Hauptort Vigolo Vattaro liegt auf der Hochebene der Vigolana, nur wenige Kilometer von Trient und dem Caldonazzo-See entfernt auf einer Höhe von 725 m.s.l.m. Schutzpatron des Orts ist der Heilige Georg.

## Geschichte
Die heutige Gemeinde wurde 2016 aus den Orten Bosentino, Campregheri, Centa San Nicolò, Frisanchi, Migazzone, Pian dei Pradi, Valle, Vattaro und Vigolo Vattaro gebildet.